# Stuartkragen

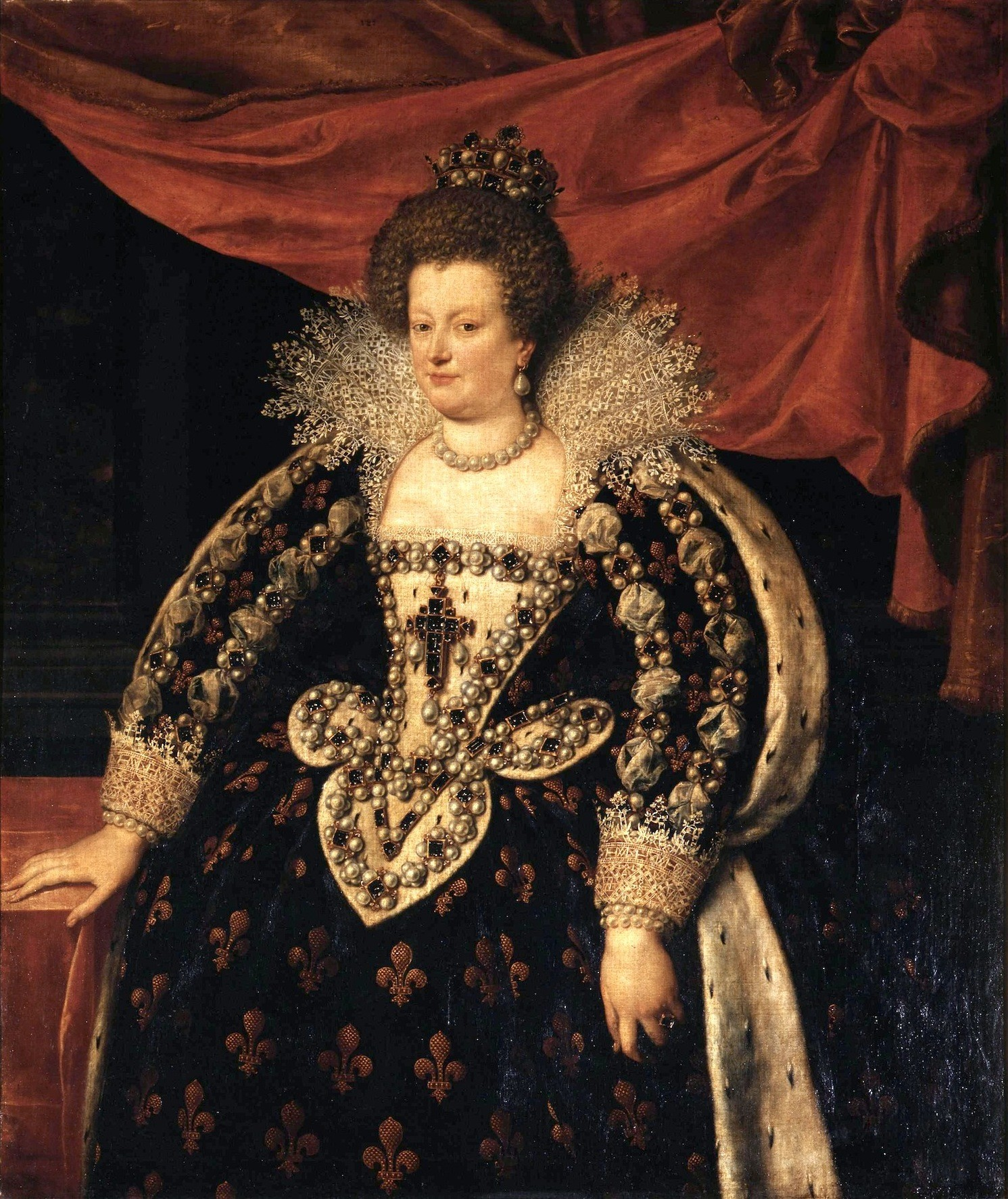
Maria von Medicis Kragenkleid

Stuartkragen oder Medicikragen nannte man eine Kragenform für Damen, die Ende des 16. bis ins frühe 17. Jahrhundert in Mode war. 
Der vom Dekolleté ausgehende Kragen steht fächerförmig im Nacken hoch und wurde durch eingezogene Drähte verstärkt; er bestand häufig aus kostbarer venezianischer Spitze. Er war  vor allem in Frankreich, England und in den Niederlanden gebräuchlich. 
Der Stuartkragen wurde fälschlicherweise nach der schottischen Königin Maria Stuart benannt, die häufig diese Art von Kragen getragen haben soll. Medicikragen bezieht sich entsprechend auf Maria von Medici, wobei diese Kragenform im Gegensatz zum Stuartkragen noch höher aufragt.

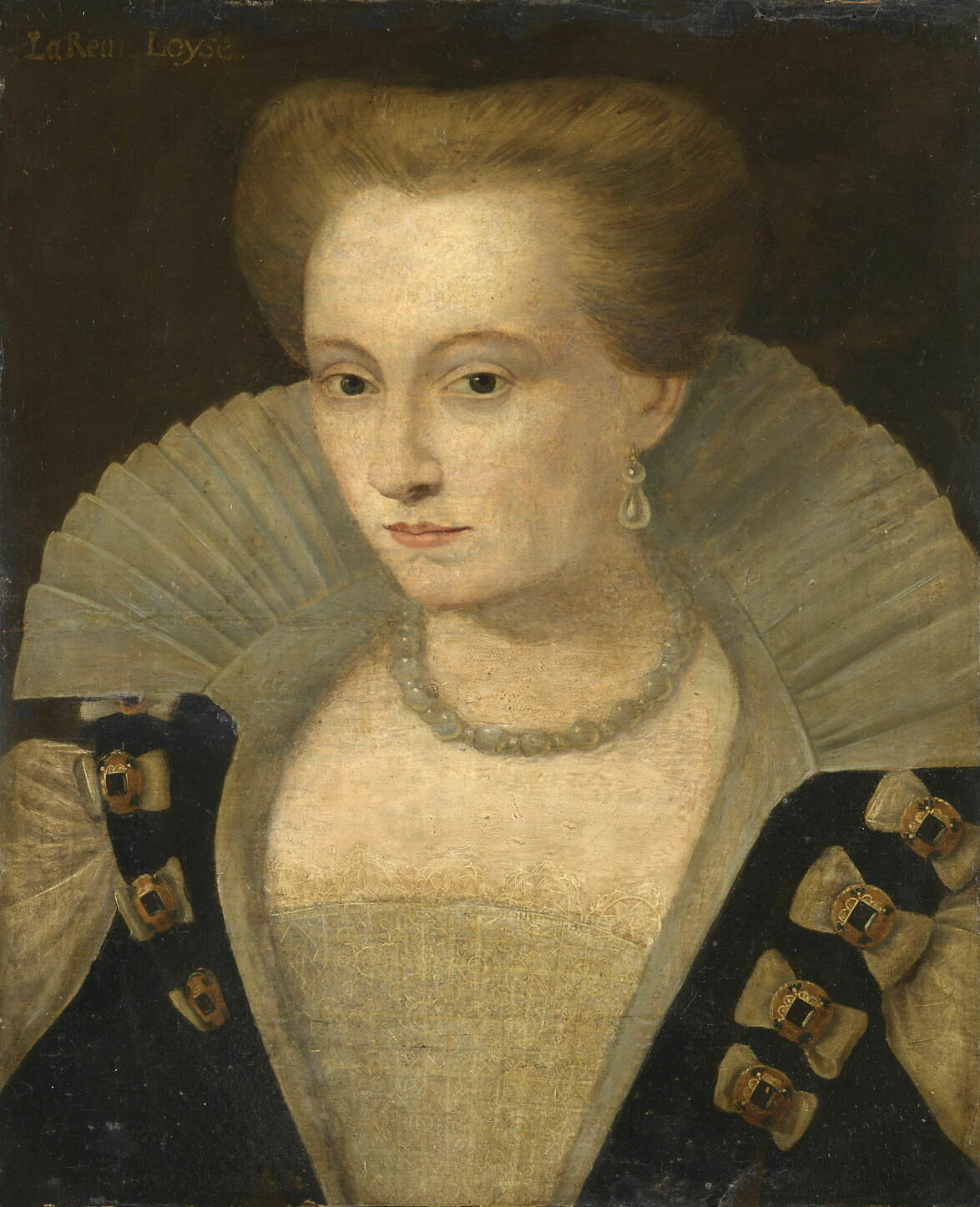
Louise de Lorraine, ca. 1580. Ein in plissierte Falten gelegter Kragen.
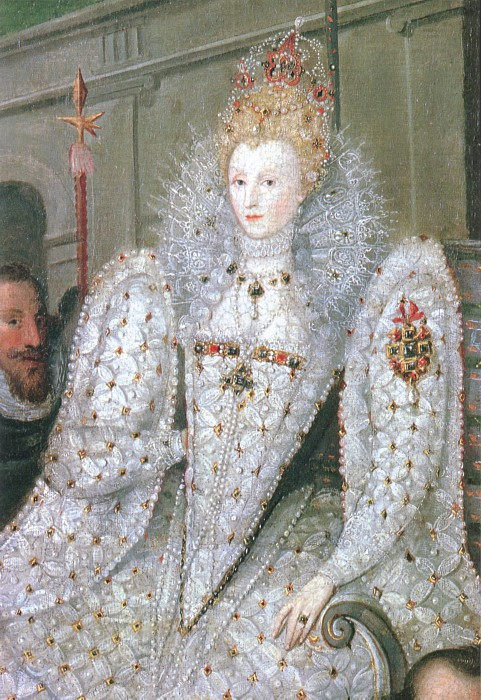
Robert Peake (?): Elisabeth I. in einer Prozession, um 1600 (Detail)
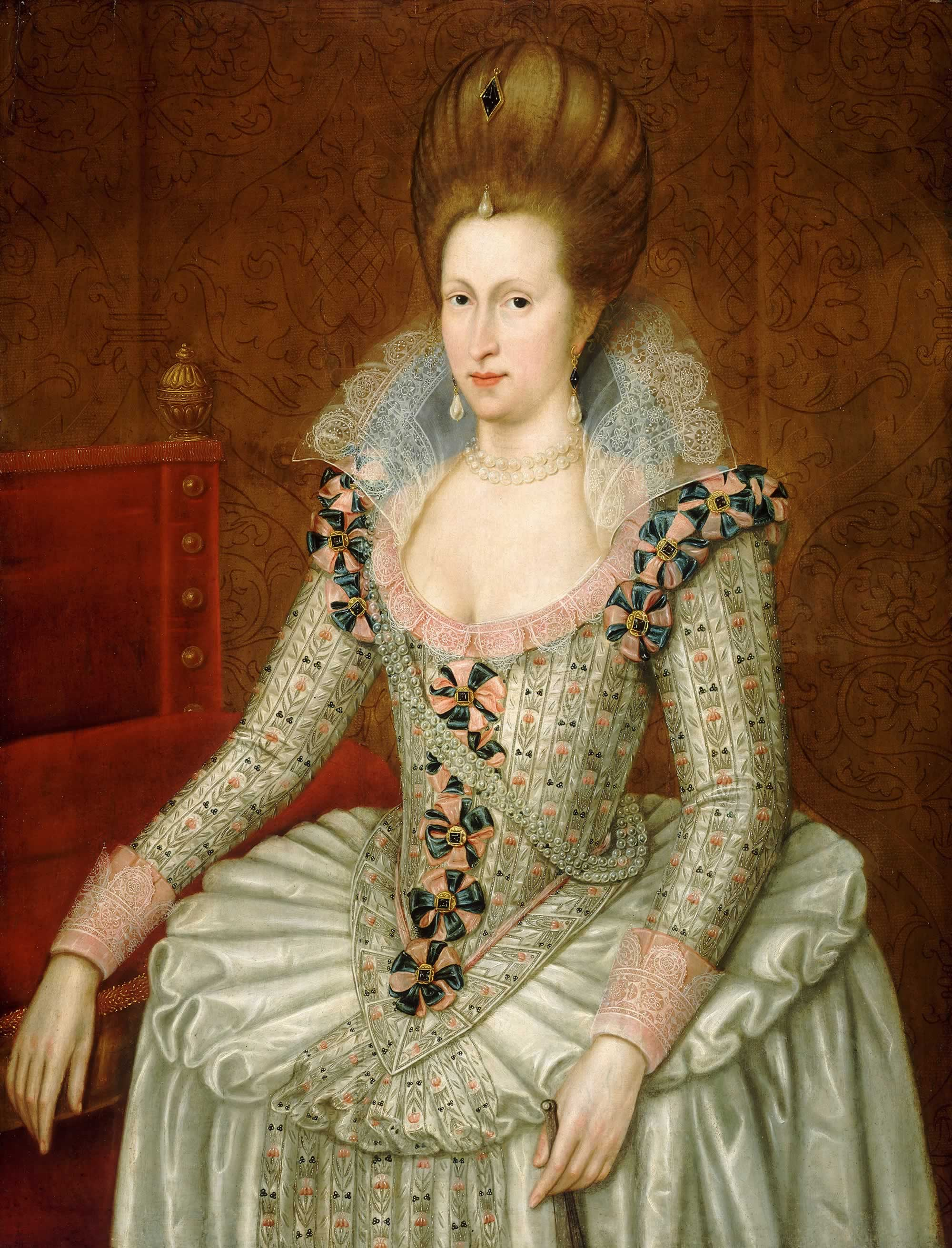
John de Critz (?): Anne von Dänemark, um 1605. Eine glatte Variante mit viel Spitze zum runden Ausschnitt.
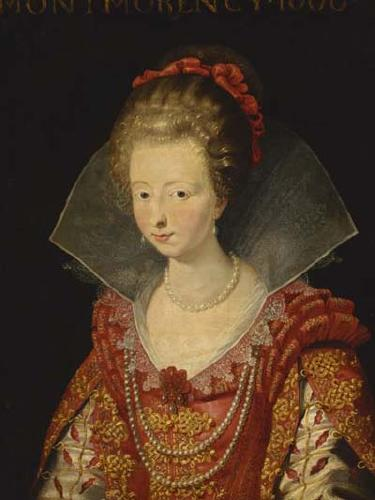
Rubens (?): Charlotte-Marguerite de Montmorency,  (1594–1650). Die Maitresse Heinrichs IV. trägt eine sehr einfache Variante des Medicikragens.
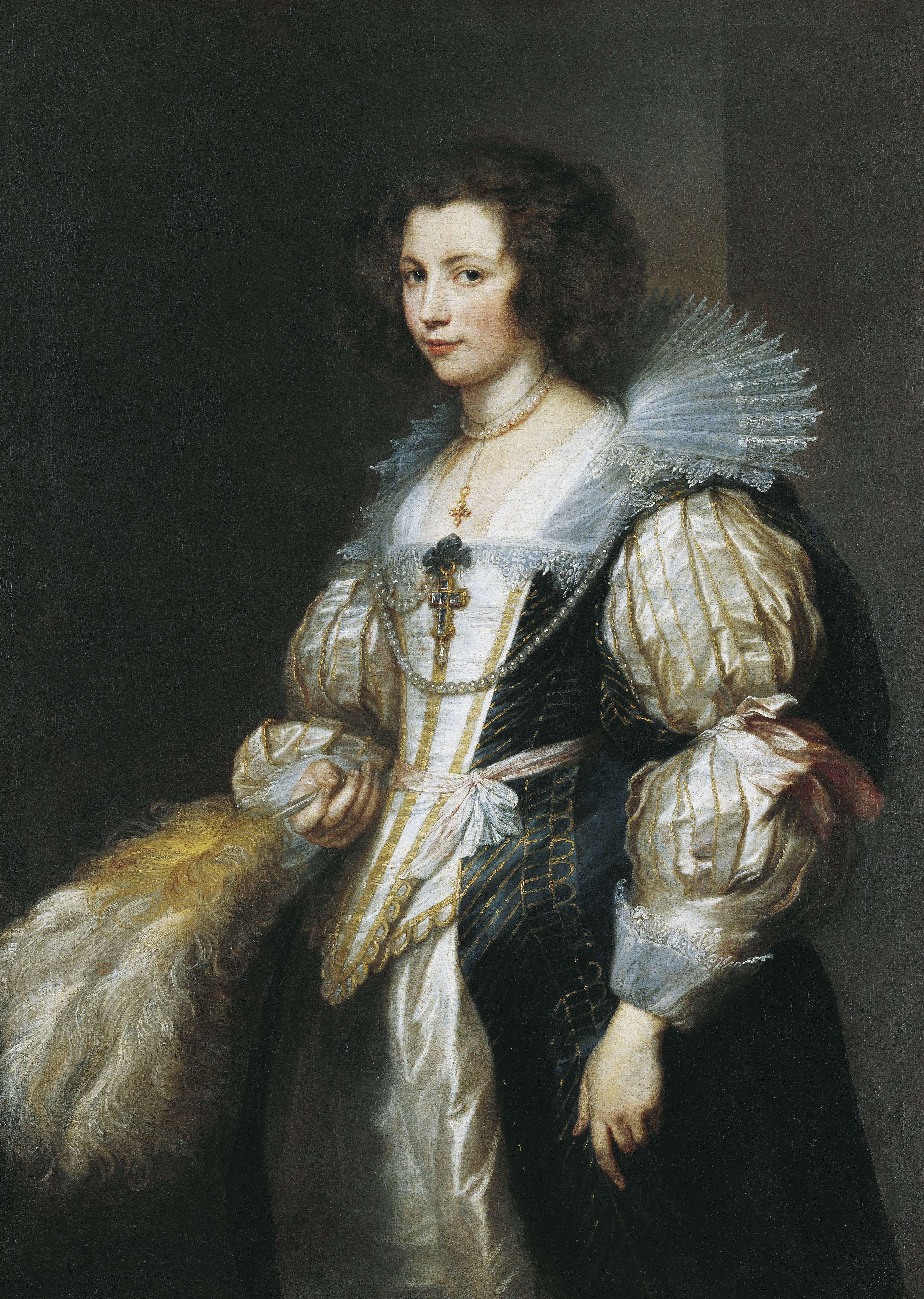
Anthonis van Dyck: Marie Louise de Tassis, um 1630.
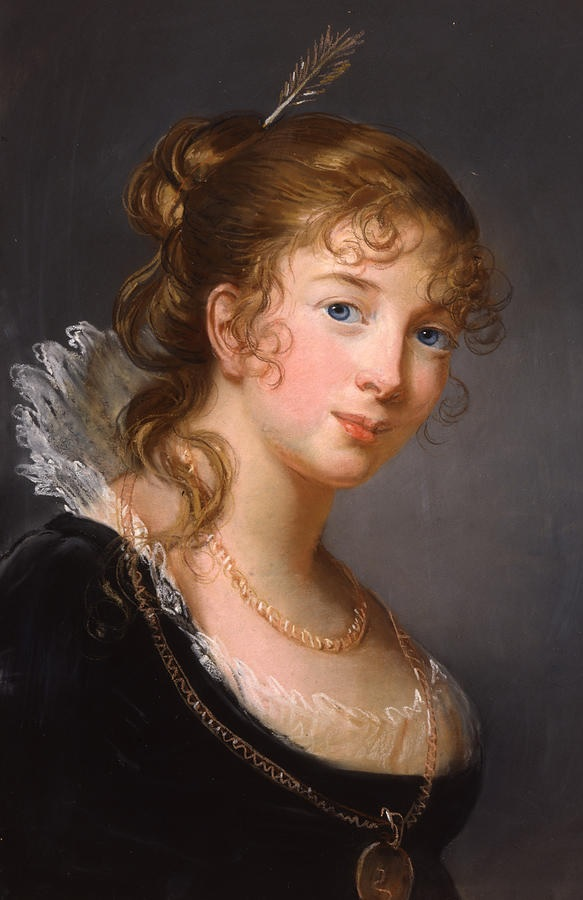
Élisabeth Vigée-Lebrun: Luise von Preußen, 1801. Im Empire um 1800 wird wieder ein ähnlicher Stehkragen modern.